# Илькевич, Николай Андреевич
Николай Андреевич Илькевич (1868—1932) — русский военачальник, герой Первой мировой войны, командир 1-го гвардейского корпуса. Участник Белого движения, инспектор артиллерии Bооруженных сил Юга России, генерал-лейтенант.

## Биография
Православный. Из дворян Херсонской губернии. Сын подполковника Андрея Ивановича Илькевича.
Окончил 2-й Московский кадетский корпус (1886) и Михайловское артиллерийское училище (1889), откуда выпущен был подпоручиком в 3-ю гвардейскую и гренадерскую артиллерийскую бригаду. Произведен в поручики 30 августа 1893 года. В 1894 году окончил два класса Николаевской академии Генерального штаба по 1-му разряду. Произведен в штабс-капитаны 2 апреля 1895 года.
17 июня 1898 года назначен старшим адъютантом управления начальника артиллерии 16-го армейского корпуса, а 6 декабря того же года произведен в капитаны. 9 марта 1901 года отчислен от должности с оставлением в той же бригаде. 30 ноября 1904 года назначен командующим 5-й батареей лейб-гвардии 1-й артиллерийской бригады, а 6 декабря произведен в полковники на вакансию, с утверждением в должности. 30 мая 1910 года назначен командиром 2-го дивизиона лейб-гвардии 1-й артиллерийской бригады.
5 августа 1912 года произведен в генерал-майоры «за отличие по службе», с назначением командиром 3-й гренадерской артиллерийской бригады, с которой и вступил в Первую мировую войну. Удостоен ордена Св. Георгия 4-й степени
За то, что, командуя 3-й гренадерской дивизией, выдержал бой против превосходных сил противника у д. Сломники, выручил соседние дивизии от грозившей им опасности, сам находясь в трудном положении.
24 июня 1915 года назначен командующим 46-й пехотной дивизией, а 10 октября того же года произведен в генерал-лейтенанты «за отличия в делах против неприятеля», с утверждением в должности. 6 апреля 1917 года назначен командиром 1-го гвардейского корпуса. В июле 1917 года был зачислен в резерв чинов при штабе Киевского военного округа, а 7 октября 1917 года назначен инспектором артиллерии Особой армии.
В сентябре 1918 года прибыл в Добровольческую армию, с 15 октября 1918 года зачислен в резерв чинов при штабе Главнокомандующего. Состоял председателем комиссии по рассмотрению наградных представлений на офицеров и классных чинов. С 13 января 1919 года был назначен инспектором артиллерии Bооруженных сил Юга России. В Русской армии — в той же должности. Эвакуировался из Крыма на корабле «Сцегед».
В эмиграции в Югославии. Служил в государственной статистике, затем на частных предприятиях. Состоял членом Общества кавалеров ордена Св. Георгия и Общества офицеров лейб-гвардии 1-й артиллерийской бригады, а также председателем Общества офицеров-артиллеристов в Белграде. Опубликовал ряд статей об использовании артиллерии во время Первой мировой и Гражданской войны. Умер в Белграде от болезни сердца. Похоронен на Новом кладбище.

## Награды
- Орден Святого Станислава 3-й ст. (1895)
- Орден Святой Анны 3-й ст. (1898)
- Орден Святого Станислава 2-й ст. (1901)
- Орден Святой Анны 2-й ст. (1905)
- Орден Святого Владимира 3-й ст. (1911)
- Высочайшее благоволение «за труды, понесенные в комитете по составлению строевого устава полевой артиллерии» (ВП 10.06.1914)
- Орден Святого Станислава 1-й ст. с мечами (ВП 4.01.1915)
- Орден Святой Анны 1-й ст. с мечами (ВП 18.05.1915)
- Орден Святого Георгия 4-й ст. (ВП 2.06.1915)
- Орден Святого Владимира 2-й ст. с мечами (ВП 11.09.1915)
- Орден Белого орла с мечами (ВП 1.09.1916)